# Oliver Windprechtinger
Oliver Windprechtinger ist ein ehemaliger deutscher Footballspieler.

## Leben
Windprechtinger spielte von 1993 bis 1998 für die Hamburg Blue Devils. Er gewann mit der Mannschaft 1996 die deutsche Meisterschaft sowie 1996, 1997 und 1998 jeweils den Eurobowl. In den Jahren 1995 und 1998 erreichte der in der Offensive Line eingesetzte Windprechtinger mit Hamburg ebenfalls das Endspiel um die deutsche Meisterschaft, dort musste man sich jedoch Düsseldorf beziehungsweise Braunschweig geschlagen geben.
Beruflich war Windprechtinger zunächst für einen Hamburger Anbieter von Veranstaltungsdiensten. Später wurde er im Musikgeschäft mit einem eigenen Betrieb unter anderem in der Durchführung von Konzertveranstaltungen tätig.